# 5-Dehidro-4-dezoksiglukaratna dehidrataza
5-Dehidro-4-dezoksiglukaratna dehidrataza (EC 4.2.1.41, 5-keto-4-dezoksi-glukarat dehidrataza, 5-keto-4-dezoksi-glukarat dehidrataza, dezoksiketoglukaratna dehidrataza, D-4-dezoksi-5-ketoglukarat hidrolijaza, 5-dehidro-4-dezoksi--glukarat hidrolijaza (dekarboksilacija)) je enzim sa sistematskim imenom 5-dehidro-4-dezoksi--glukarat hidrolijaza (formira dekarboksilacija; 2,5-dioksopentanoat). Ovaj enzim katalizuje sledeću hemijsku reakciju
5-dehidro-4-dezoksi--glukarat {\displaystyle \rightleftharpoons } 2,5-dioksopentanoat + H2O + CO2

## Literatura
- Nicholas C. Price; Lewis Stevens (1999). Fundamentals of Enzymology: The Cell and Molecular Biology of Catalytic Proteins (Third изд.). USA: Oxford University Press. ISBN 019850229X.
- Eric J. Toone (2006). Advances in Enzymology and Related Areas of Molecular Biology, Protein Evolution (Volume 75 изд.). Wiley-Interscience. ISBN 0471205036.
- Branden C; Tooze J. Introduction to Protein Structure. New York, NY: Garland Publishing. ISBN 0-8153-2305-0.
- Irwin H. Segel. Enzyme Kinetics: Behavior and Analysis of Rapid Equilibrium and Steady-State Enzyme Systems (Book 44 изд.). Wiley Classics Library. ISBN 0471303097.

## Spoljašnje veze
- 5-dehydro-4-deoxyglucarate+dehydratase на 